# Schljakovia
Schljakovia là một chi rêu trong họ Anastrophyllaceae.